# Edward Kanterian
Edward Kanterian (n. 1969 n. 1969, București) este lector în filosofie la Universitatea din Kent, Anglia. Este specializat pe filosofia limbajului și interesat de analiza liberalismului și totalitarismelor naziste si comuniste. 

## Studii
Edward Kanterian a absolvit masteratul în filosofie, istorie și sociologie la Universitatea din Leipzig, Germania, cu o teză despre Frege și Husserl despre sens și semnificație. Și-a susținut doctoratul în semantica termenilor singulari descriptivi la Universitatea din Oxford. A fost lector de filosofie Trinity College și la Jesus College din Oxford. Din 2011 este profesor al Departamentului de Filosofie al Universității din Kent.

## Publicații
- Kanterian, E. (2007) Wittgenstein. Londra: Reaktion Books.
- Kanterian, E. and Manea, N. (2010) Curierul de Est. Dialog cu Edward Kanterian, Editura Polirom.
- Kanterian, E. (2012) Frege: A Guide for the Perplexed. Londra: Continuum.
- Kanterian, E. (2017) Kant, God and Metaphysics: The Secret Thorn. Abingdon, UK & New York, USA
- Kanterian, E. and Manea, N. (2017) Corriere dell’Est. Italia: Il Saggiatore.
- Kanterian, E. (2023), Între credință și rațiune. Drama filozofiei de la Erasmus la Kant, Prefață de Florin George Călian, Editura Ratio et Revelatio.